# Kappa Coronae Borealis
Kappa Coronae Borealis (κ Coronae Borealis, förkortat Kappa CrB, κ CrB) som är stjärnans Bayerbeteckning, är en stjärna belägen i den mellersta delen av stjärnbilden Norra kronan. Den har en skenbar magnitud på 4,79 och är synlig för blotta ögat där ljusföroreningar ej förekommer. Baserat på parallaxmätning inom Hipparcosuppdraget på ca 32,1 mas, beräknas den befinna sig på ett avstånd på ca 102 ljusår (ca 31 parsek) från solen. 

## Egenskaper
Kappa Coronae Borealis är en orange underjättestjärna av spektralklass K0 III-IV, vilket innebär att den nästan helt har förbrukat förrådet av väte i dess kärna. Den har en massa som är omkring 50 procent större än solens massa, en radie som är ca 5 gånger större än solens och utsänder från dess fotosfär ca 14 gånger mera energi än solen vid en effektiv temperatur på ca 4 900 K.
År 2013 tillkännagavs observation av minst en stoftskiva kring Kappa Coronae Borealis, vilket gör den till den första underjättestjärnan till att vara värd för en sådan omgivande skiva. Skivan sträcker sig ut till 120 AE från värdstjärnan.
I oktober 2007 observerades en jätteplanet av Johnson et al., genom användning radialhastighetsmetoden och 2012 bekräftades observationen. Denna planet bedömdes vara utanför den beboeliga zonen under antagandet att stjärnan är av spektralklass K1 IVa. Med tanke på stjärnans magnitud befinner sig planeten mer sannolikt i zonens inre kant. Bredden på det omgivande bältet antyder närvaron av en andra planet till stjärnan, antingen inuti stoftbältet eller mellan två smalare bälten.